# محمد تقی اللواتی
محمد تقی اللواتی (عربی: محمد أحمد تقي اللواتي؛ زادهٔ ۱۲ سپتامبر ۱۹۸۵) بازیکن فوتبال اهل عمان است.
از باشگاه‌هایی که در آن بازی کرده‌است می‌توان به باشگاه فوتبال ظفار، باشگاه فوتبال النهده عمان، باشگاه السویق، و باشگاه فوتبال الیرموک کویت اشاره کرد.
وی همچنین در تیم ملی فوتبال عمان بازی کرده‌است.